# Titularerzbistum Verissa
Das Erzbistum Verissa (lat. Archidioecesis Verissensis) ist ein Titularerzbistum der römisch-katholischen Kirche.
Es geht zurück auf ein früheres Bistum in der römischen Provinz Cappadocia bzw. in der Spätantike Armenia minor in der heutigen östlichen Türkei. Das Bistum gehörte der Kirchenprovinz Melitene an.
| Titularbischöfe von Verissa |                                       |                                                     |                  |                   |
| Nr.                         | Name                                  | Amt                                                 | von              | bis               |
| 1                           | Juan de Cazalla OFM                   |                                                     | 20. April 1517   |                   |
| 2                           | Helvécio Gomes de Oliveira SDB        | Koadjutorerzbischof von Mariana (Brasilien)         | 10. Februar 1922 | 10. November 1922 |
| 3                           | Felice Ambrogio Guerra Fezia SDB      | emeritierter Erzbischof von Santiago de Cuba (Kuba) | 16. Januar 1925  | 10. Januar 1957   |
| 4                           | Félix César da Cunha Vasconcellos OFM | Koadjutorerzbischof von Florianópolis (Brasilien)   | 3. April 1957    | 25. März 1965     |